# Don Garlits

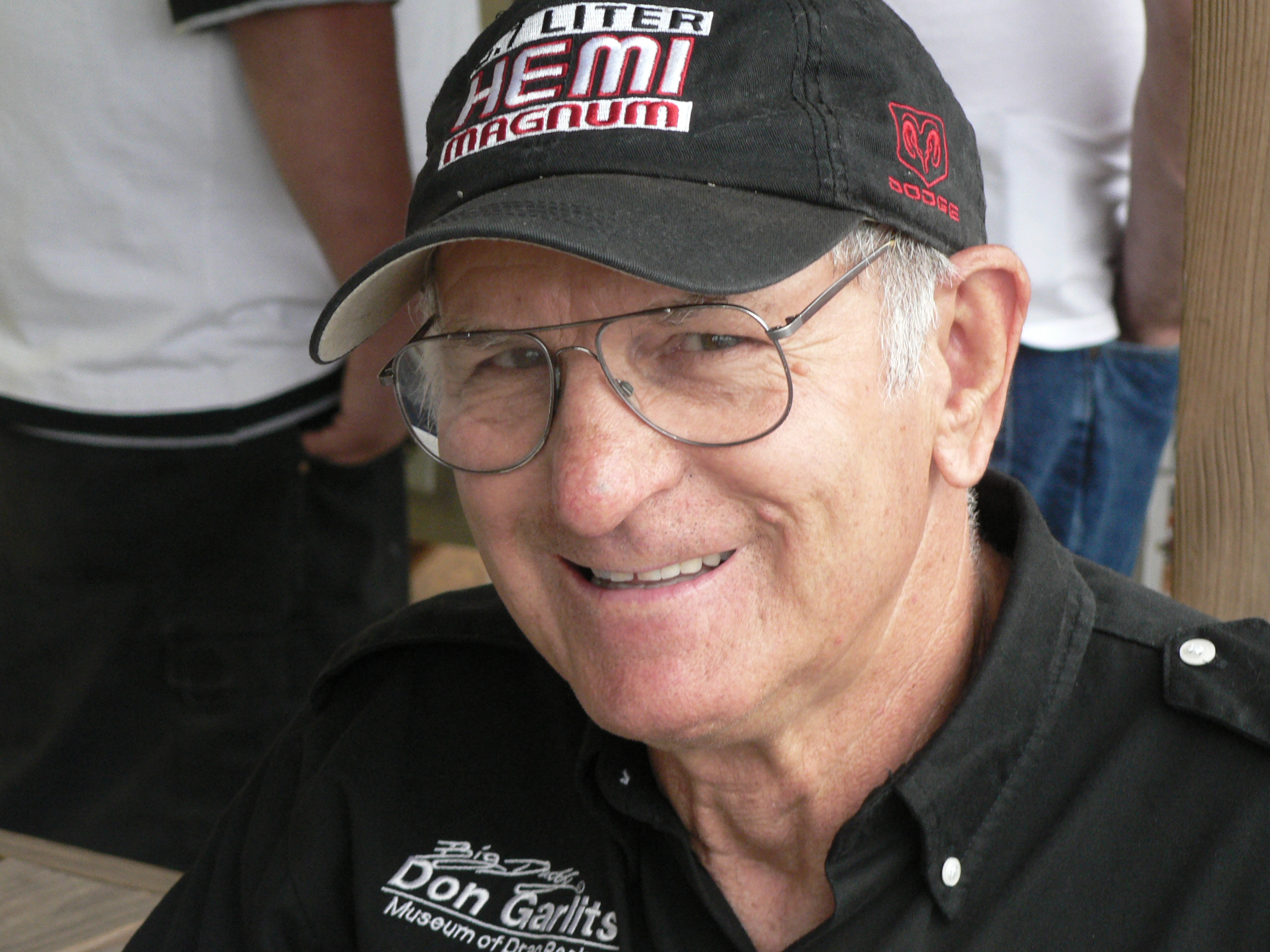
Don Garlits 2007

Donald Glenn „Don“ Garlits (* 14. Januar 1932 in Tampa, Florida) ist ein US-amerikanischer Rennfahrer und Konstrukteur von Dragstern. Er gilt als einer der Pioniere des modernen Drag Racing. Speziell in der Klasse Top Fuel trieb er die Fahrzeugentwicklung sowohl im technischen, als auch im Bereich der Sicherheit massiv voran. In der Drag-Racing-Szene ist er dadurch unter seinem Spitznamen „Big Daddy“ weltweit bekannt.
Garlits war der erste, der offiziell auf der Viertelmeile die Geschwindigkeitmarken von 170, 180, 200, 240, 250, und 270 Meilen pro Stunde (273,5 – 434,5 km/h) erreichte. Auf der Achtelmeile (201,17 m) erzielte er als erster 200 mph (321,8 km/h) bei stehendem Start. Er gewann 17 Mal die NHRA-Championships (was jeweils einer Weltmeisterschaft entspricht), 8 U.S.-Meisterschaften und 144 nationale Veranstaltungen. 2001 wurde von der National Hot Rod Association (NHRA) zu ihrem 50-jährigen Bestehen eine Liste mit den 50 bedeutendsten Dragracern dieser Zeit aufgestellt, mit Don Garlits auf dem ersten Platz. Er wurde unter anderem in die International Motorsports Hall of Fame, die Automotive Hall of Fame und die Motorsports Hall of Fame of America aufgenommen.

## Karriere

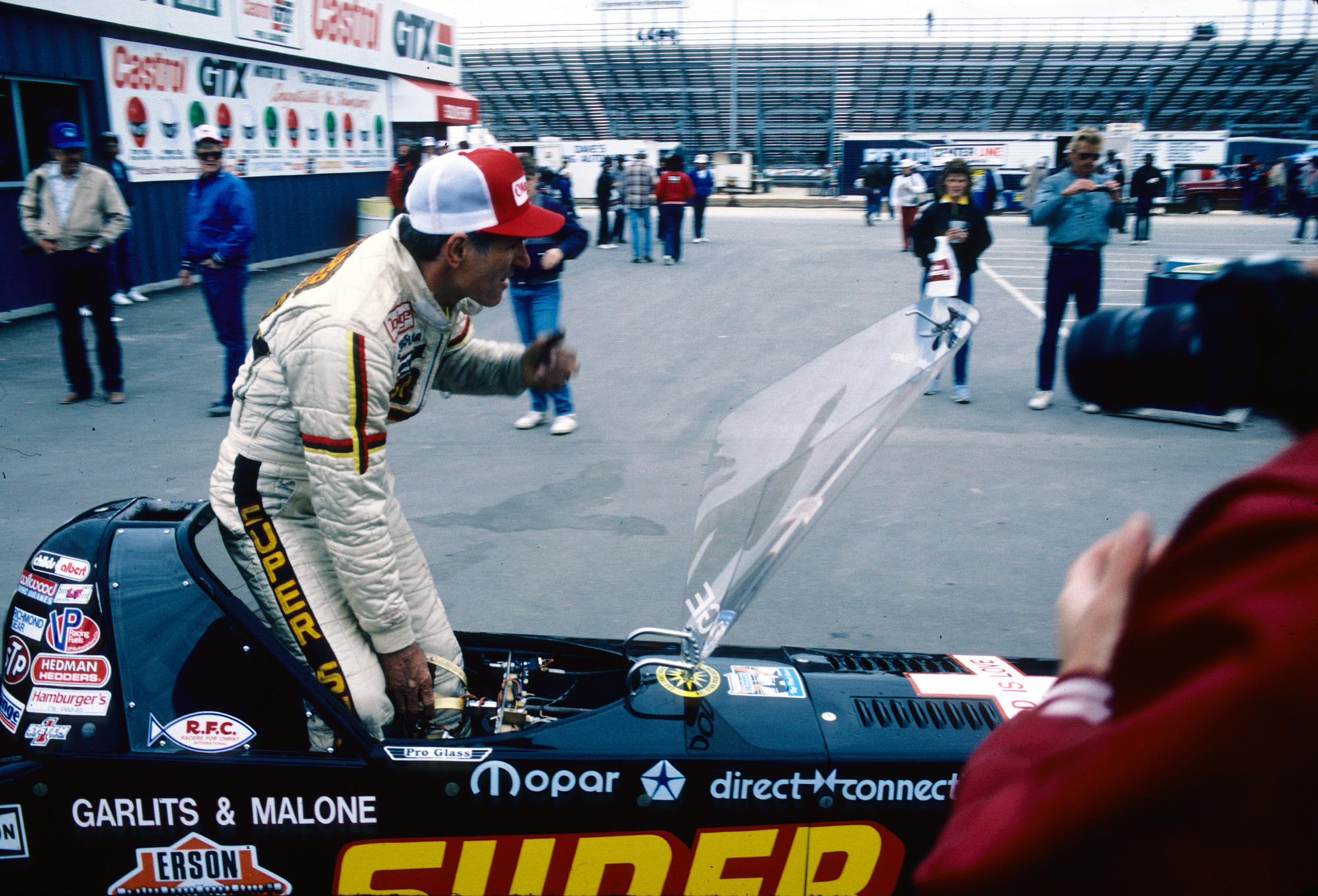
Don Garlits 1987

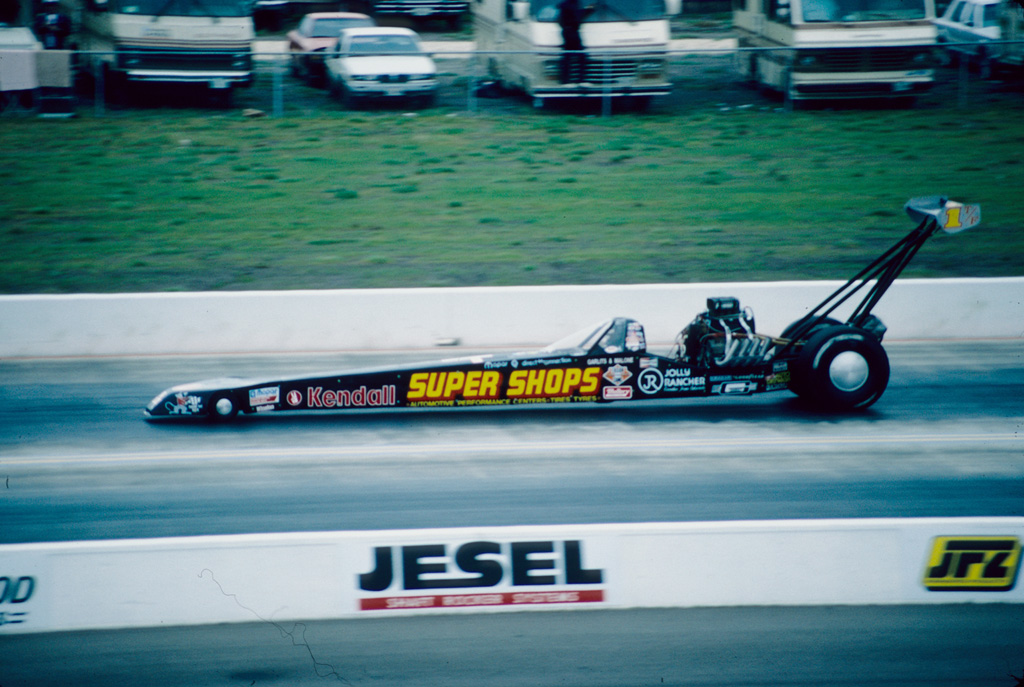
DonGarlits in seinem Top Fuel Dragster „SwampRatXXX“, Texas Motorplex, 5. April 1987

Garlits fuhr bereits als Jugendlicher mit einem modifizierten Auto Rennen. Als er jedoch 1952 seine spätere Ehefrau kennenlernte, kaufte er einen serienmäßigen gebrauchten Ford und war etwa acht Monate nicht mehr auf der Rennstrecke aktiv. Im März 1953 kam er mit seiner Frau zufällig an einer Rennveranstaltung vorbei und nahm spontan mit seinem Ford daran teil. Garlits gewann und das junge Paar beschloss den Einstieg in den Beschleunigungsrennsport. 1955 nahm Garlits mit einem selbst aufgebauten Dragster an seinem ersten von der NHRA veranstalteten Rennen teil und gewann. 1956 baute er den Dragster Swamp Rat auf, mit dem er weitere Erfolge und Rekorde einfuhr. Der Name „Swamp Rat“ (Sumpfratte) sollte augenzwinkernd auf Garlits' Heimat Florida anspielen und zudem war das Fahrzeug das erste von über 30 weiteren von oder für Don Garlits aufgebauten Dragstern mit ebendiesem Namen.
Am 29. Juni 1959 in Chester (South Carolina) explodierte der Kompressor von Swamp Rat, wodurch Garlits Verbrennungen 3. Grades an den Händen und im Gesicht erlitt. Während seiner Genesung arbeitete er bereits wieder an neuen Fahrzeugen; zudem wirkte er seitdem am verbreiteten Einsatz von Hitzeschutzkleidung im Rennsport mit. Er kündigte weiterhin seinen Rücktritt als Fahrer an, was er aber nicht in die Tat umsetzte.
1963 trat Garlits mit Swamp Rat V (gelegentlich taucht auch die Bezeichnung V-A oder auch 5A auf, um das Fahrzeug von der späteren B-Variante mit längerem Radstand abzugrenzen) bei den NHRA Winternationals an. Über dem Motor dieses Wagens war, erstmals bei einem Dragster, ein großer Flügel montiert worden, um im Hochgeschwindigkeitsbereich die Bodenhaftung zu erhöhen. Garlits hatte mit diesem Konzept Erfolg und gewann die Nationals.
Beim Start des finalen Laufs der AHRA Grand American am 8. März 1970 barst das Zweiganggetriebe von Swamp Rat 13 und zerteilte das Fahrzeug in zwei Teile. Dabei wurde Garlits das linke Bein und der linke Fuß gebrochen sowie ein großes Stück des rechten Fußes abgerissen. Garlits wurde von Mickey Thompson aus dem Fahrzeug evakuiert und kam für sechs Wochen in ein Krankenhaus. Da zu dieser Zeit Unfälle mit Personenschaden aufgrund des Versagens beweglicher Teile regelmäßig passierten, entwickelte Garlits Konzepte zur Reduktion der Gefahren. Neben der Kapselung von Kupplung und Getriebe zwecks Vermeidung umherfliegender Trümmer sah er die Notwendigkeit, die Bauweise der Dragster grundlegend zu ändern.
Zu dieser Zeit hatten Dragster einen Mittelmotor, das Cockpit befand sich hinter Motor und Hinterachse. Diese Bauweise, Slingshot genannt und von Mickey Thompson 1954 erstmals im Dragstersport vorgeführt, hatte bis dato zwar die größten Rennerfolge hervorgebracht. Aber im Falle eines technischen Versagens wurden in jedem Fall Trümmer, Betriebsstoffe oder sogar Flammen in Richtung des Fahrers geschleudert. Garlits sah es als unumgänglich, das Cockpit vor den Motor zu setzen.
Sein nächstes Fahrzeug Swamp Rat 14 wurde so umgesetzt, aber bei Testfahrten stellte sich die Lenkung als problematisch heraus. Garlits und sein Team waren sich sicher, dass dieses Fahrzeug nicht rechtzeitig für die kommenden Rennen einsatzbereit wäre, also wurde Swamp Rat 15 in der bekannten Slingshot-Bauweise aufgebaut. Für Garlits' Ehefrau Pat überwog die Sicherheit aber den Termindruck. Sie überredete das Team, die Arbeiten an Swamp Rat 14 fortzuführen. Die Lenkung wurde modifiziert und das Fahrzeug absolvierte 1971 überraschend erfolgreich mehrere Rennen. Obwohl Garlits' Wagen nicht der erste Dragster in dieser Bauweise war, wurde sie dennoch nach seinem Erfolg zum Standard. Swamp Rat 15 kam nicht im Rennbetrieb zum Einsatz und wurde verkauft.
Ende 1972 fanden Testfahrten mit Swamp Rat 17 statt, ein Top Fuel-Dragster mit einer stromlinienförmigen Karosserie aus Fiberglas. Allerdings gab es Probleme mit Auftrieb bei einer Geschwindigkeit von 180 Meilen pro Stunde, so dass dieses Fahrzeug nach kurzer Zeit außer Dienst gestellt wurde. Auch andere Versuche, von der bewährten Bauweise abzuweichen (Swamp Rat 27 mit quer eingebautem Motorblock, Swamp Rat 28 mit einer Turbine) waren nicht praktikabel.
Swamp Rat 30 oder auch Swamp Rat XXX war mit seiner stromlinienförmig verkleideten Vorderachse ein überaus erfolgreiches Fahrzeug. Er gewann damit unter anderem 1986 die NHRA U.S. Nationals, Garlits' dritter Sieg dieses Events in Folge. Zudem durchbrach er bei den Gatornationals in Florida im gleichen Jahr als erster die Marke von 270 Meilen pro Stunde. Allerdings war dieses Fahrzeug auch in einen Unfall verwickelt, bei dem die Front Auftrieb bekam und sich nach hinten überschlug („blow over“). Seit 1987 ist Swamp Rat XXX im National Museum of American History ausgestellt.
1987 wurde Garlits mit Swamp Rat 31 wieder Opfer eines Unfalls durch Auftrieb an der Front. Er erlitt mehrere Verletzungen und trat vom Top Fuel Drag Racing zurück. 1988 erfüllte Garlits sich den Wunsch, mit einem eigenen Hochgeschwindigkeitsfahrzeug (Swamp Rat 33) auf den Bonneville Flats zu fahren. Im Dezember 1991 kehrte er zurück zum Dragracing mit Swamp Rat 32 und dem Vorsatz, als erster die Marke von 300 Meilen pro Stunde zu durchbrechen. Dies gelang nicht. 1992 traten bei Garlits Symptome einer Netzhautablösung auf. Ihm wurde von weiteren Rennen abgeraten, da die fallschirmunterstützte Bremsverzögerung der Top Fuel Dragster ein weiteres Fortschreiten der Krankheit begünstigen würden. Garlits folgte dem Rat, da er eine völlige Erblindung fürchtete.
2001 kehrte er jedoch zum Dragracing zurück, und fuhr mit einem geborgten Dragster seine bis dahin persönliche Bestzeit von 4,720 Sekunden. 2002 erschien er mit dem zwischenzeitlich aufgebauten Swamp Rat 34 bei einigen Wettbewerben, 2003 erreichte er bei den Gatornationals im Alter von 71 Jahren seine persönliche Höchstgeschwindigkeit von 323,04 Meilen pro Stunde (519,882 km/h). Im gleichen Jahr hörte er endgültig mit dem Top Fuel Drag Racing auf.
Im September 2009 kehrte Garlits zu den Beschleunigungswettbewerben zurück, jedoch nicht mehr in die Top Fuel-Klasse. Er nahm an den NHRA Stock Eliminations mit einem leistungsgesteigerten (Mopar Drag Pak) Dodge Challenger teil. Das Fahrzeug trug, neben den üblichen Sponsorenlogos, die Schriftzüge Garlits' Dodge und Swamp Rat 35. Seitdem ist Garlits auf verschiedenen Motorsportveranstaltungen zu sehen, unter anderem bei Schauläufen mit seinen früheren Dragstern und auch mit seinem aktuellen Swamp Rat 36, ein Dodge Challenger mit V10-Motor und in der für die Swamp Rats gebräuchlichen Farbe schwarz.
2014 stellte Garlits einen Weltrekord für Elektroautos auf, indem er mit dem rein elektrisch angetriebenen Dragster Swamp Rat 37 eine Zeit von 7,25 Sekunden bei einem Top Speed von 185,6 Meilen pro Stunde (298,694 km/h) erzielte. 2019 trat Garlits erneut an, um die bereits 2014 anvisierte „200 Meilen Schallmauer“ zu durchbrechen. Mit Swamp Rat 38 erzielte er eine neue Bestmarke von 189,04 mph (304,23 km/h) bei einer Zeit von 7,316 Sekunden.

## Leben außerhalb des Motorsports
Nach Abschluss der Highschool arbeitete Garlits unter anderem in einer Dosenfabrik und diente bei der Florida National Guard. 1953 heiratete er seine Freundin Patricia Louise „Pat“ Bieger (1934–2014), mit der er zwei Töchter hat.
Von 1958 bis 1959 war Garlits gewählter Präsident der American Hot Rod Association. Außerdem ist er Gründer und war von 1972 bis 1976 auch Präsident der Professional Racers Organisation (PRO).
Seit den frühen 1980er Jahren betreibt Garlits das Don Garlits Museum of Drag Racing, in dem unter anderem die meisten verbliebenen Swamp Rats ausgestellt sind.
1994 trat er als Kandidat für die Republikanische Partei im 5. Kongresswahlbezirk von Florida an, konnte die Wahl aber nicht für sich entscheiden. 2008 unterstützte er die Kandidatur von Ron Paul für die Präsidentschaftswahl.